# Marc Grosjean
Marc Grosjean, né le 11 septembre 1958 à Sprimont en Belgique, est un footballeur belge devenu entraîneur.

## Biographie
Marc Grosjean a évolué comme joueur au RFC Sérésien, de 1978 à 1989, avant d'effectuer une carrière d'entraîneur à partir de 1994. Il dirige d'abord les joueurs du club luxembourgeois du FC Wiltz 71, puis ceux de l'UR Namur, en Division 3. 
Il rejoint en 1998, la   RAA Louviéroise, qu'il fait monter en Division 1. Après un passage au RFC Liège, il part au RAEC Mons, qu'il fait également monter en Division 1 en 2003.  Au Royal Antwerp FC, il n'évite pas sa relégation en Division 2, l'année suivante. Puis, il est l'entraîneur de l'AS Eupen pendant trois ans et demi, et du nouveau RFC Sérésien, d'avril à juin 2008.
Marc Grosjean succède à Albert Cartier et Frankie van der Elst au FC Molenbeek Brussels Strombeek, en juillet 2008, avec pour mission de ramener le club bruxellois parmi l'élite. Mais en février 2009, il est remercié par les dirigeants du club pour cause de mauvais résultats.
À partir de juin 2009, il remplace Michel Leflochmoan à la tête des joueurs luxembourgeois du F91 Dudelange.
Le 9 juillet 2011, Marc Grosjean signe au RCS Visé un contrat d'un an avec option d'une année supplémentaire.
En Juin 2012, il rejoint le club de Al-Shabab Riyad en Arabie Saoudite dans l'équipe de Michel Preud'homme .
Le 30 avril 2015, il signe un contrat avec l'Union Saint-Gilloise. Après 2 bonnes premières saisons à la tête de l'Union, il est limogé le 8 mai 2018 à la suite d'une 3e saison plus décevante et du maintien de justesse du club bruxellois en D1B. 
Il rejoint en juillet 2018 le Royal Excelsior Virton en tant qu'entraîneur.  Il est remercié par le club le 25 octobre 2018 à la suite d'un début de saison manqué (7e de la D1 amateur avec 12 points en 7 matches).
Le 13 mai 2019, le RFC Liège annonce que Marc Grosjean sera l'entraîneur principal pour la saison 2019-2020.  
Il est remercié le 23 décembre 2019, le club luttant pour le maintien en D1 amateur (13e au moment du renvoi du T1).
Le 9 janvier 2020, il est nommé entraîneur adjoint du RFC Seraing, sous les ordres de Emilio Ferrera, fraichement nommé T1.  
Marc Grosjean restera T2 du club jusqu'à son licenciement le 3 janvier 2022.
Le 22 mars 2022, il devient l'entraîneur principal du RRC Stockay-Warfusée, en D2 amateur.  Il annonce le 13 avril 2022 qu'il quittera ses fonctions d'entraineur pour devenir conseiller technique.
En octobre 2022, il reprend les rênes du KMSK Deinze mais, malgré une 4e place et une victoire lors de sa dernière rencontre, il est limogé en novembre 2023.

## Palmarès d'entraîneur
- Champion du Luxembourg 2010-2011